# Армия (фильм, 1944)
«Армия» (яп. 陸軍, рикугун; англ. Army) — чёрно-белый фильм-драма, поставленный режиссёром Кэйсукэ Киноситой, и вышедший на экраны в 1944 году. Кинолента является экранизацией романа Сёхэя Хино, впервые напечатанного на страницах издания «Асахи Симбун». Изначально планировавшийся как агитационный фильм в поддержку военных действий милитаристской Японии и снятый по заказу военного ведомства, рассказывает историю трёх поколений одной семьи, посылавшей своих сыновей на фронт в эпоху Мэйдзи (1867-1912), в годы русско-японской и второй мировой войн. Однако финал, где на первый план всё же выходят страдания матери, омрачая патриотический пафос, вызвал недовольство властей, и до конца войны режиссёр был лишён возможности снимать.

## Сюжет
История начинается с показа предков главного героя фильма Томосукэ Такаги. Во второй год Кэйо (1866) раненый вояка, остановившийся в их доме на перевязку, оставит семье Такаги в знак уважения собрание «Истории Великой Японии», которое будет храниться как реликвия и передаваться из поколения в поколение. Молодому Томосукэ, прошедшему сквозь бои русско-японской войны 1904 года и получившему ранение, его отцом будет внушаться почитание к императору, а также о священной обязанности каждого гражданина отдать долг родине, служа в армии. Пройдут годы и мы увидим, как Томосукэ воспитывает уже своего старшего сына Синтаро, прививая ему те же принципы и установки, на которых вырос он сам. Томосукэ и его жена Вака обеспокоены тем, что Синтаро будет слишком слаб, чтобы стать хорошим солдатом и прилагают все усилия к его как физическому, так и духовному воспитанию. Вследствие постоянных проповедей и наставлений от родителей, Синтаро растёт спортивным юношей и, достигнув призывного возраста, будет призван уже в 1930-х на китайский фронт. В бессловесной финальной сцене фильма убитая горем мать находит взглядом в колонне марширующих солдат своего сына и следит за ним, покуда тот не скрывается вдали.

## В ролях
- Тисю Рю — Томосукэ Такаги
- Кинуё Танака — Вака
- Кэн Мицуда — Томонодзё, сын
- Кадзумаса Хосино — Синтаро, сын
- Кэн Уэхара — Нисина
- Харуко Сугимура — Сэцу
- Син Сабури — капитан
- Сюдзи Сано — Канэко
- Эйдзиро Тоно — Сакураги
- Тосио Хосокава — Хаяси
- Ясуми Хара — Такэути
- Фудзио Нагахама — Фудзита

## Премьеры
- — 22 ноября 1944 года состоялась национальная премьера фильма в Токио[1]
- — с 7 декабря 1944 года фильм демонстрировался в широком прокате по всей территории Японии[2].

## О фильме
Государственная власть милитаристской Японии хотела напомнить зрителям о русско-японской войне 1904 года и сделать это таким образом, чтобы подготовить общественность к неизбежному вооружённому конфликту с Советским Союзом. Киносита растрогал зрителей, показывая отчаяние матерей, у которых забирают сыновей, а такой подход едва ли соответствовал намерениям военного министерства.
Военные цензоры были недовольны финальными кадрами, потому что японские матери в фильмах не должны плакать, провожая солдата на фронт, по мнению властей как раз напротив — матери должны изображаться на экране гордыми и счастливыми, посылая своих сыновей на войну и не проявлять никакого расстройства по этому поводу. Обойти цензуру до выхода фильма на экран удалось только благодаря тому факту, что в сценарии эта «сцена без слов» была описана следующей строкой: «Мать видит сына на вокзале». Сыграла же сцена чисто кинематографическими приёмами — выразительным монтажом, вариациями движения камеры и потрясающей актёрской игрой Кинуё Танаки.
По сообщениям в послевоенной японской печати, офицеры Министерства внутренних дел и Отдела массовой информации имперской армии ворвались в кинокомпанию «Сётику» после премьеры фильма 22 ноября 1944 года, обвиняя режиссёра Киноситу в измене. Ему было запрещено ставить фильмы, и его следующая картина после этого будет сделана уже только после войны.
Критика фильма была самой противоречивой. Так например, один из самых известных японских кинокритиков Тадао Сато напишет: «…фильм фашистский по содержанию, несмотря на сентиментальное изображение солдатской матери», а американский исследователь японского кинематографа Дональд Ричи в адрес знаменитой финальной сцены плачущей матери выскажется как о «прискорбном и ненужном пятне в вообще-то прекрасном фильме».